# Anna Girò
Anna Girò, també coneguda com a Anna Giraud «La Mantovana», va ser el nom artístic d'Anna Maddalena Teseire (Màntua, Llombardia, c. 1710 o 1711 - c. 1748), una contralto italiana, coneguda per les seves col·laboracions amb el compositor Antonio Vivaldi, per la qual va escriure diversos papers operístics.

## Vida i carrera

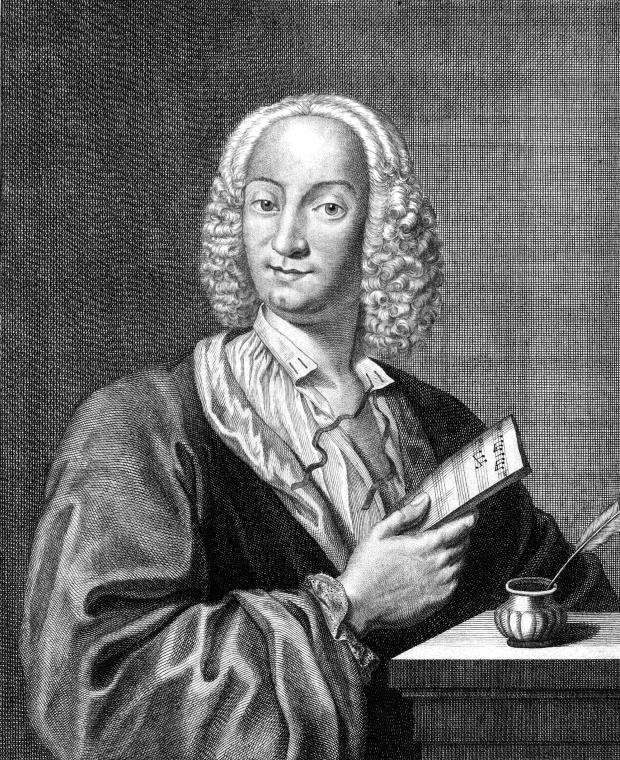
Antonio Vivaldi (gravat de François Morellon de la Cave, de l'edició de l'op. 8 de les obres de Vivaldi de Michel-Charles Le Cène).

Girò va néixer a Màntua, filla d'un barber i fabricador de perruques francès. Va començar a estudiar amb Antonio Vivaldi al voltant de 1720. Va fer el seu debut a Treviso la tardor de 1723, i el 1724 va debutar en l'escenari de Venècia, amb l'obra Laodice de Tomaso Albinoni.
Les seves col·laboracions amb Vivaldi van començar amb l'òpera Dorilla en Tempe el 1726. Anna, juntament amb la seva germanastra major Paolina, van passar a formar part de la comitiva de Vivaldi i el van acompanyar regularment en els seus molts viatges.
Tant els contemporanis de Vivaldi, que era sacerdot catòlic, com diversos estudiosos moderns han especulat sobre la naturalesa de la relació entre Vivaldi i Girò, però no hi ha cap evidència que indiqui que hi hagués res més enllà de l'amistat i la col·laboració professional. Encara que Vivaldi va ser qüestionat per la seva relació amb Anna Girò, va negar rotundament qualsevol relació romàntica en una carta al seu patró Bentivoglio, datada el 16 de novembre de 1737, i va insistir que la seva relació era purament artística.
Girò va ser prima donna en desenes d'actuacions a través de la seva carrera. Va continuar la seva reeixida carrera artística fins al 1748, quan, després de cantar durant el carnestoltes a Piacenza, es va casar amb el comte Antoni Maria Zanardi Landi, vidu, i es va retirar de l'escena.